# Marsupella subintegra
Marsupella subintegra là một loài Rêu trong họ Gymnomitriaceae. Loài này được S.W. Arnell mô tả chính thức lần đầu tiên vào năm 1956.